# Abu-l-Abbàs al-Fadl ibn Àhmad al-Isfaraïní
Abu-l-Abbàs al-Fadl ibn Àhmad al-Isfaraïní (? - vers 1014) fou un visir gaznèvida.
Va exercir funcions importants amb els samànides. A petició de Subuktegin, el samànida Nuh II ibn Mansur (976-997) el va enviar a Nixapur per fer les funcions de wazir de Mahmud de Gazni, llavors comandant de les tropes al Khurasan (995), nomenat des de feia uns quants mesos (994). Va continuar com a wazir de Mahmud fins al 1013. Acusat aleshores de corrupció, va quedar en custòdia a la guarnició de Gazni, on va morir al cap de pocs mesos (1013 o 1014).